# 皮质延髓束

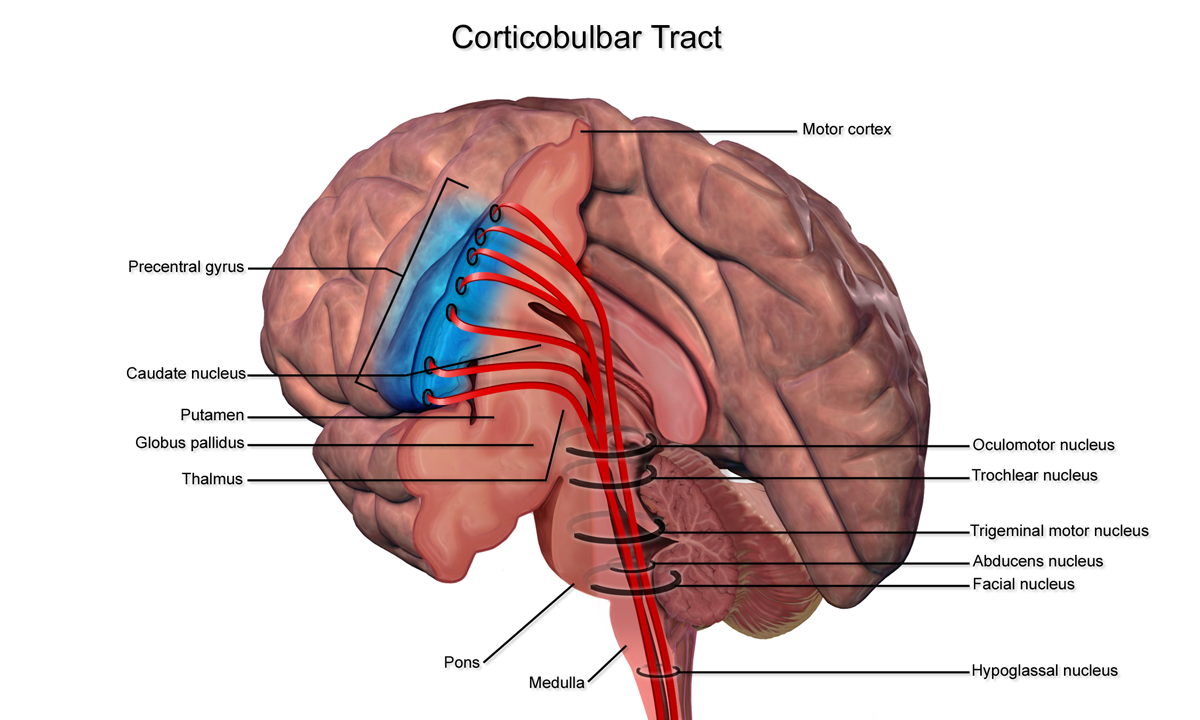
皮质延髓束的动画表现形式

皮质延髓束（corticobulbar tract）又称皮质核束（corticonuclear tract），是锥体束内终止于脑干运动神经核的下行纤维束。
皮质延髓束与皮质脊髓束一起组成锥体束，分别最终发往脑神经的各随意运动核，和脊髓前角运动细胞，支配肢体运动，属于躯体运动传导通路的一部分。
锥体束由中央前回下三分之一的巨型锥体细胞（Betz细胞）的轴突发出。经内囊膝、大脑脚，至延髓。途中发出纤维对脑神经随意控制核进行控制，包括：中脑内动眼神经核、滑车神经核，脑桥内三叉神经运动核、展神经核、面神经核，延髓内疑核、副神经核和舌下神经核。除支配眼裂以下表情肌的面神经核、舌下神经受对侧皮质核束控制外，其他都接受双侧皮质核控制。
皮质核束在各脑神经核团换元后，发往各骨骼肌，支配骨骼肌随意运动。